# Анреп, Борис Васильевич фон
Борис Васильевич фон Анреп (1883—1969) — русский художник-мозаичист, литератор серебряного века, преобладающую часть жизни прожил в Великобритании.

## Биография

### До эмиграции
Происходил из старинного дворянского рода. Сын доктора медицины, тайного советника Василия Константиновича фон Анреп и жены его Прасковьи Михайловны, урождённой Зацепиной (1857—1921). Кроме Бориса, в семье воспитывались его родной младший брат Глеб (1889—1955), который стал физиологом, а также двое сыновей Прасковьи Михайловны от первого брака.
В 1899—1901 годах Борис учился в Харьковской 3-й гимназии, где познакомился с Николаем Недоброво. Лето 1899 года провел в Англии, где изучал английский язык. В 1905 году окончил Императорское училище правоведения и поступил в Санкт-Петербургский университет для продолжения академической карьеры. Одновременно учился живописи у Д. С. Стеллецкого. Воинскую повинность отбывал в лейб-гвардии Драгунском полку, 17 сентября 1907 года был произведен в прапорщики запаса армейской кавалерии.
В 1908 году оставил университет и целиком посвятил себя живописи. Путешествовал по Италии, учился в Париже в Академии Жюлиана, посещал академию Гранд-Шомьер. В 1910—1911 годах учился в Эдинбургском художественном колледже. Глубоко интересовался византийской мозаикой, впоследствии по большей части работал как мозаичист.
С началом Первой мировой войны был призван в 7-й мортирный артиллерийский дивизион, где состоял младшим офицером 2-й батареи. За боевые отличия был награждён тремя орденами. Произведен в подпоручики 24 июля 1915 года «за отличиях в делах против неприятеля». В 1916 году по военной командировке уехал в Англию, где — ненадолго вернувшись в Россию — и остался после февраля 1917 года.

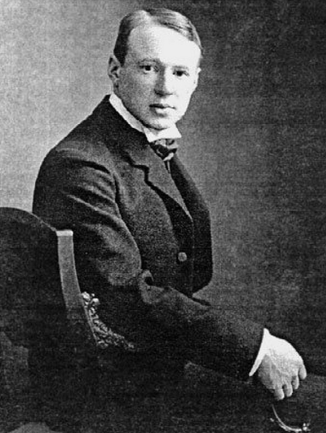
Борис Анреп

### Анреп и Ахматова
В 1914 году Н. Недоброво познакомил Анрепа, вернувшегося из Парижа, с Анной Ахматовой. До отъезда Анрепа в Великобританию они часто встречались. Ахматова посвятила Анрепу более тридцати стихотворений (акростих «Бывало, я с утра молчу…», «Из памяти твоей я выну этот день…», «Словно ангел, возмутивший воду…», «Небо долгий дождик сеет…», «Когда в мрачнейшей из столиц…», «Мне голос был…», «Ты — отступник…», «Сказка о чёрном кольце» и др.). Он также писал ей стихи.
Последний раз они встретились в Лондоне в 1965 году.
После кончины Ахматовой (1966) написал о ней воспоминания «О чёрном кольце», предназначенные к печати после его смерти. На мозаичном полу Лондонской национальной галереи осталось изображение Ахматовой, выполненное Анрепом.

### В Великобритании
В Великобритании Анреп был близок к группе Блумсбери, художникам Огастесу Джону и Генри Лэму. В 1912 году вместе с художественными критиками Роджером Фраем и Клайвом Беллом готовил широкомасштабную выставку постимпрессионистской живописи, отвечал за русский раздел экспозиции, куда включил работы М. Ларионова, Н. Гончаровой, Н. Рериха, К. Петрова-Водкина, Сарьяна, Чурлёниса.
Анреп раз упоминается в «Дневниках» В. Вулф (Анреп изобразил её в мужском костюме на мозаике в доме художницы Этель Сэндс в Челси, 1920); он был в любовной связи с подругой Вулф, писательницей и меценаткой Оттолин Моррелл, которая оставила несколько его фотопортретов .
Анреп стал прототипом художника Гомбо в первом романе Олдоса Хаксли Желтый Кром, где не без сатирического оттенка выведены многие блумсберийцы. Статью о мозаиках Анрепа Р. Фрай опубликовал в 1923 в руководимом им художественном журнале Burlington Magazine.

### Семья
Первая жена — Юния Павловна Хитрово (1908—1914), вторая — Хелен Мэйтленд (англ. Helen Maitland, 1918—1926).

## Творчество

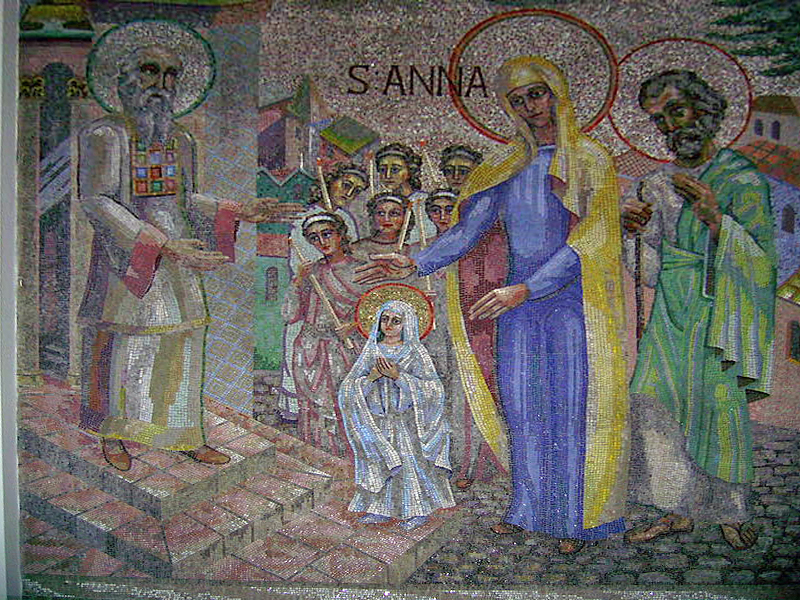
Святая Анна. Маллингар, Ирландия

В 1913 году состоялась первая персональная выставка Анрепа в Лондоне. Позднее он работал над цветными мозаиками для Королевской военной академии в Сантхёрсте (1921), галереи Тейт (1923), Лондонской Национальной галереи (1928—1952, четыре панно), Вестминстерского собора, Банка Англии, собора Христа Царя в Маллингаре (Ирландия, 1933—1939, в частности — панно Святая Анна). В центре мозаичного панно Сострадание (1952), посвящённого жертвам блокадного Ленинграда, помещена фигура Анны Ахматовой, которую благословляет ангел.

## Награды
- Орден Святого Станислава 2-й ст. с мечами (ВП 14.10.1915)
- Орден Святого Станислава 3-й ст. с мечами и бантом (ВП 29.10.1915)
- Орден Святой Анны 3-й ст. с мечами и бантом (ВП 17.01.1916)

## Образ в современной культуре
- Борис Анреп появляется в биографическом фильме российского кинорежиссёра Дмитрия Томашпольского Луна в зените (2007), его роль в старости исполнил Пётр Вельяминов.
- В биографическом фильме Ирины Квирикадзе Татарская княжна (2008) роль Анрепа исполнил Анатолий Шведерский.